# 短檐苣苔属
短檐苣苔属（学名：Tremacron）是苦苣苔科下的一个属，为多年生、矮小草本植物。该属共有短檐苣苔（T. forrestii）、东川短檐苣苔（T. mairei）等3种，分布于中国云南和四川西南部。